# 72 dana (2010.)
72 dana (Sedamdeset i dva dana) je hrvatski film iz 2010. godine.

## Uloge
- Rade Šerbedžija – Mane
- Krešimir Mikić – Branko
- Bogdan Diklić – Joja
- Živko Anočić – Todor
- Mira Banjac – Neđa
- Dejan Aćimović – Mile
- Lucija Šerbedžija – Liča
- Nebojša Glogovac – policajac Dane
- Predrag Vušović – poštar Luka
- Dragan Nikolić – kamatar 1
- Pero Močibob – kamatar 2
- Marinko Prga – Pero
- Mila Manojlović – Nana
- Atif Abazov – Cane